# دیک اکر
دیک اکر (انگلیسی: Dick Acres; ۱۷ مهٔ ۱۹۳۴ – ۱۴ ژوئن ۲۰۱۲) بازیکن بسکتبال، و سرمربی (بسکتبال) اهل ایالات متحده آمریکا بود.